# Латинский монетный союз

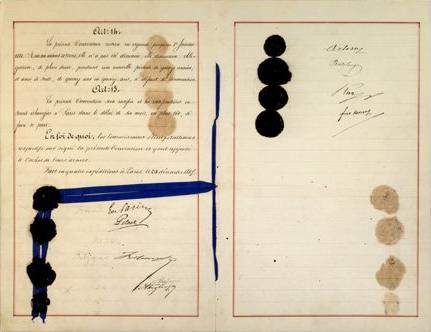
Договор о валютном союзе

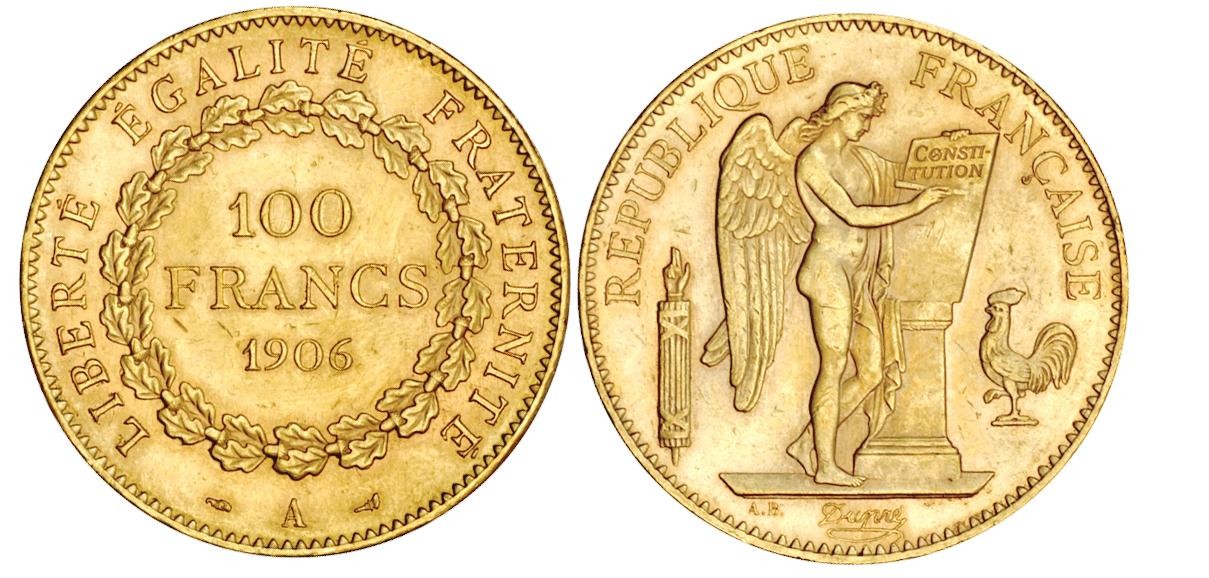
Франция, 100 франков

Латинский монетный союз, или Латинский валютный союз, — монетный союз, основанный 23 декабря 1865 года с целью унификации нескольких европейских монетных систем. Латинский монетный союз фактически распался в ходе Первой мировой войны, официально был распущен 1 января 1927 года.

## История
Латинский валютный союз был создан по инициативе Франции. 23 декабря 1865 года Франция, Бельгия, Италия и Швейцария образовали Союз и договорились привести свои валюты к биметаллическому стандарту с фиксированным соотношением между серебром и золотом (4,5 г серебра; 0,290322 г золота; соотношение 15,5 к 1). Договор был направлен на достижение единообразия в чеканке монет, которые должны были взаимно приниматься национальными казначействами как законное платёжное средство.
Соглашение вступило в силу в 1866 году.
Позже к союзу присоединились Испания и Греция (1868 год), Румыния, Австро-Венгрия, Болгария, Венесуэла, Сербия и Сан-Марино. В 1904 году Датская Вест-Индия также приняла стандарт, но не присоединились к Союзу. С 1912 по 1925 годы неформальным членом союза была и только что ставшая независимой Албания, хотя валюту на своей территории она не выпускала, а ввозила её из Италии и Греции.
В 1878 году аналогичное содержание золота (без привязки к серебру) было принято для финской марки (несмотря на то, что Финляндия была частью Российской империи). С 1885 года золотое содержание российских монет империал и полуимпериал было зафиксировано на уровне, идентичном французским монетам в 40 и 20 франков, соответственно.
С 1914 года чеканка вначале золотых, а после 1920 года — и серебряных монет во Франции была прекращена. Номиналы в 50 сантимов, 1, 2 и 5 франков стали чеканиться в виде медно-алюминиевых монет, а номинал в 5 франков стал чеканиться в виде никелевых монет, сразу после чего началась его девальвация — к 1920 году франк стоил 7 центов США, к 1926 году — 3 цента США или 5 копеек СССР, следом за тем сворачивается чеканка и начинается девальвация всех остальных валют союза, кроме Швейцарии, в связи с чем в 1927 году союз самораспустился.

## Причины провала
Провал Латинского валютного союза во многом объяснялся гетерогенностью уровней экономического развития его членов. Слабые в экономическом отношении страны, в первую очередь Греция, не только не смогли достичь уровня экономического развития Франции, но и ухудшили своё финансовое положение. Так, правительство Греции оказалось вынуждено постоянно прибегать к монетным махинациям, таким как тайное уменьшение доли золота в монетах, с целью хоть как-то избежать полного банкротства. За это в 1908 году Грецию исключили из союза, хотя затем восстановили вновь в 1910 году. Кроме того, более крупные страны, пользуясь правами «государств-тяжеловесов», извлекали из союза больше пользы, чем более мелкие, особенно бедные периферийные члены. К примеру, Италия и Франция выпускали наибольшее количество бумажных банкнот для своих собственных нужд, таким образом финансируя свои операции за счёт металлической валюты более мелких стран, которые в свою очередь пытались экономить на содержании золота. Спекуляции игроков третьих стран, в особенности немецких перекупщиков металла (спекулянтов), также подтачивали устойчивость союза. Кроме этого, валютный союз ухудшил социальное положение многих аграрных регионов внутри стран-членов. Так, многие крестьяне Италии и Греции — стран, традиционно отличавшихся низкой производительностью труда, — разорились и были вынуждены эмигрировать в США, Латинскую Америку, а также в более развитые члены самого союза — Францию, Бельгию и Швейцарию. К началу XX века количество итальянскиx иммигрантов во Франции достигало 1/3 их численности в США.

## Параллели
С началом кризиса в Еврозоне некоторые исследователи начали проводить параллели между проблемами Латинского валютного союза и современными финансово-экономическими проблемами стран, использующих евро.

## Монеты
| Георг I (король Греции) 5 драхм 1876 | Георг I (король Греции) 5 драхм 1876 | Леопольд II (король Бельгии) 5 франков 1868  | Леопольд II (король Бельгии) 5 франков 1868  |
|                                      |                                      |                                              |                                              |
| Наполеон III Бонапарт 5 франков 1868 | Наполеон III Бонапарт 5 франков 1868 | Виктор Эммануил II 5 лир 1874                | Виктор Эммануил II 5 лир 1874                |
|                                      |                                      |                                              |                                              |
| Альфонс XII 5 испанских песет 1885   | Альфонс XII 5 испанских песет 1885   | Симон Боливар 5 венесуэльских боливаров 1912 | Симон Боливар 5 венесуэльских боливаров 1912 |
|                                      |                                      |                                              |                                              |

Золотые монеты, чеканившиеся по нормам союза
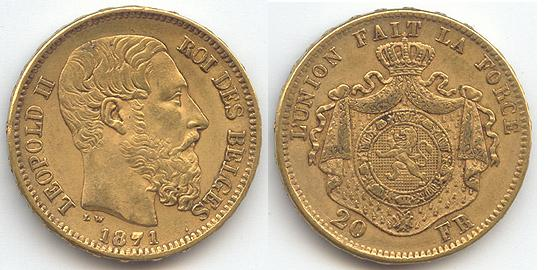
Бельгия, 20 франков
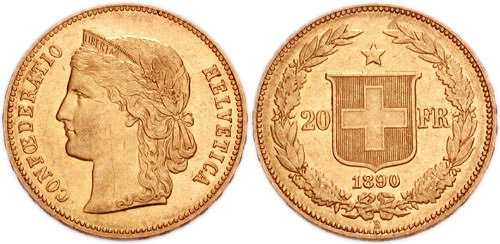
Швейцария, 20 франков
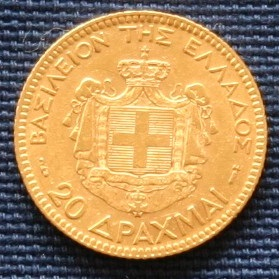
Греция 1884, 20 драхм
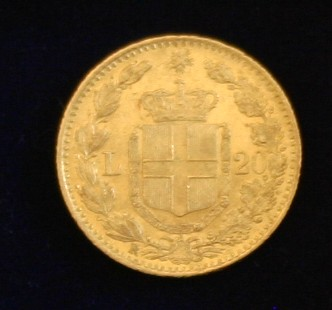
Италия 1882, 20 лир
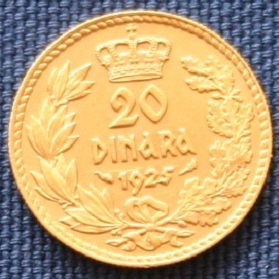
Королевство Югославия 1925, 20 динаров
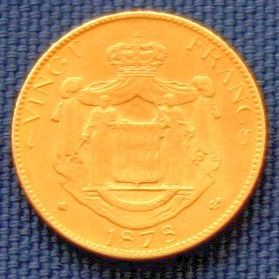
Монако 1879, 20 франков
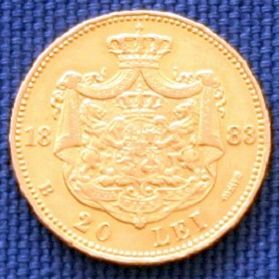
Румыния 1883, 20 леев
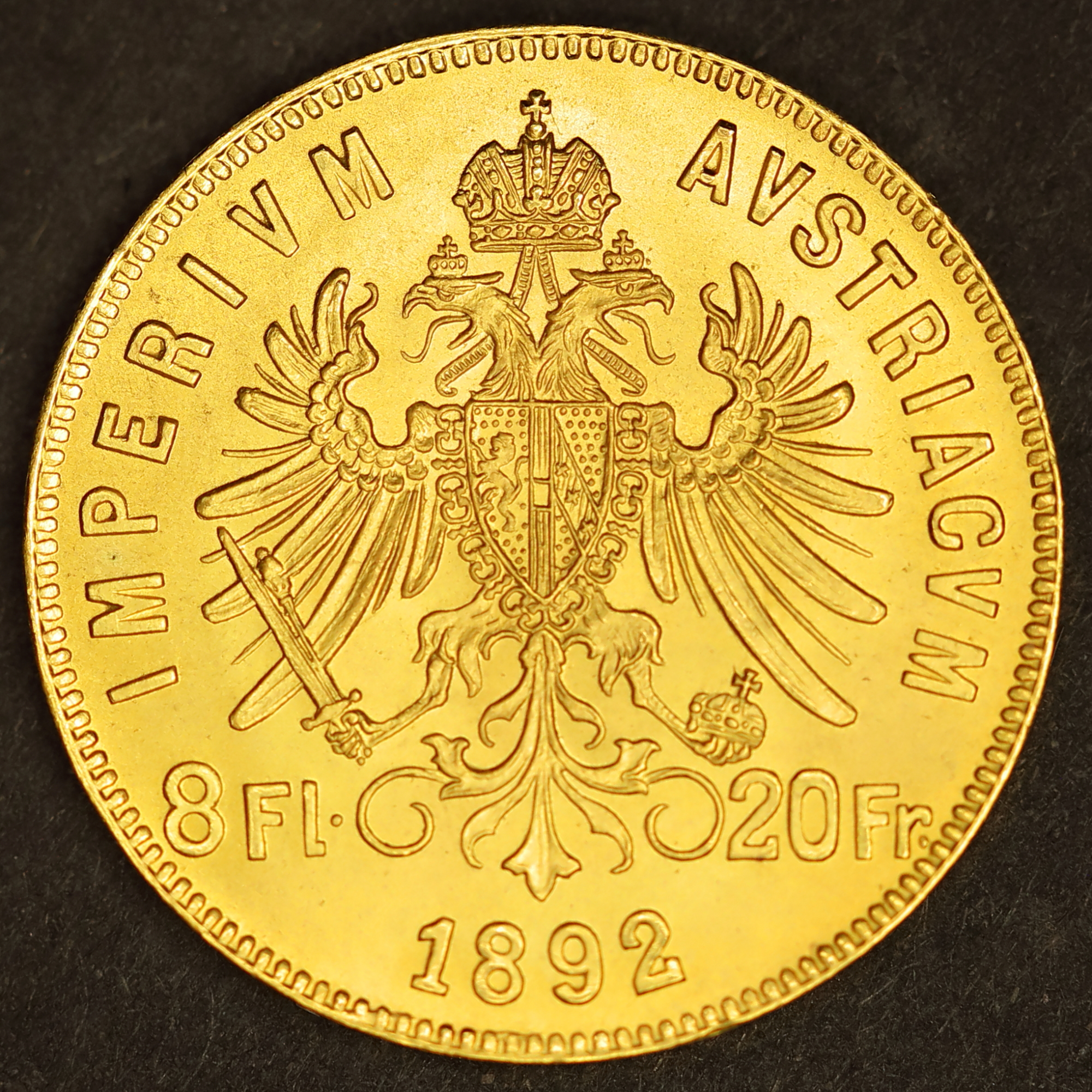
Австро-Венгрия 1892, 20 франков (= 8 гульденов/флоринов)

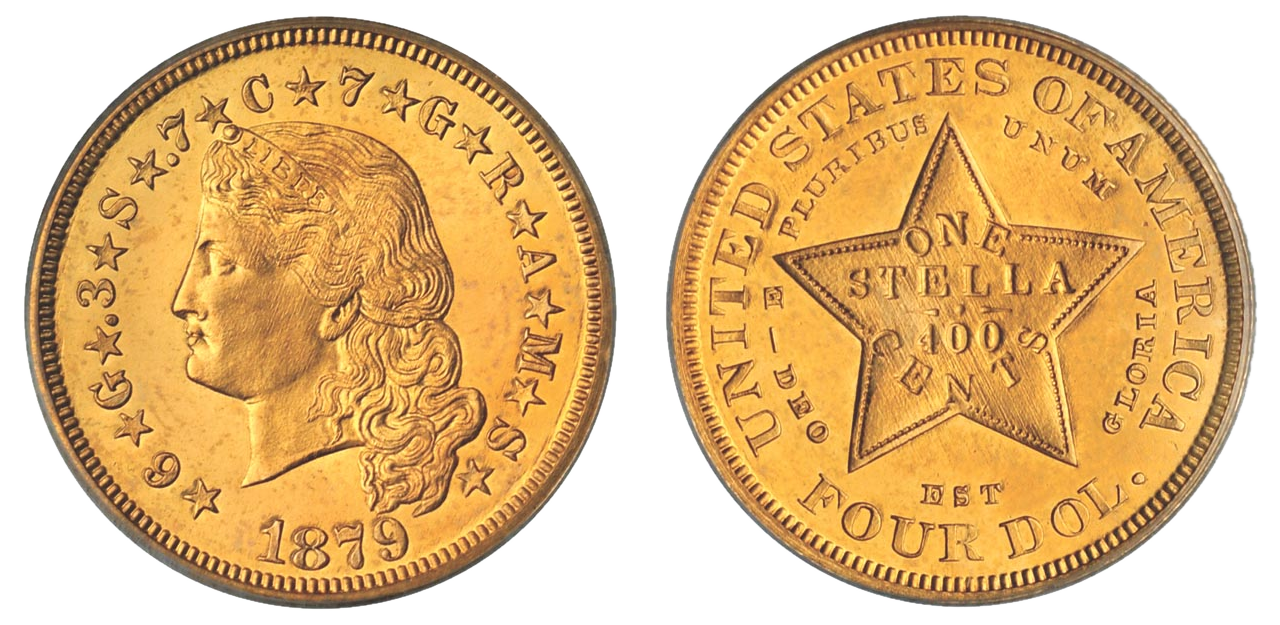
Пробная золотая монета США, 1 стелла (звезда) = 4 доллара США (20 франков) (1879—1880)